# Милија Милетић
Милија Милетић (Плужина, 24. октобар 1968) српски је политичар. Милетић је председник Уједињене сељачке странке и народни посланик у Народној скупштини Републике Србије.

## Биографија
Милија Милетић је рођен 24. октобра 1968. године у Плужини. По занимању је ветеринарски техничар.
Политиком је почео активно да се бави 2002. године. За заменика председника општине Сврљиг изабран је 2004. године. Председник општине Сврљиг је постао 2008. године. Милија Милетић је основао Уједињену сељачку странку која је у новембру 2010. године званично регистрована. На функцију председника општине је изабран по други пут у јуну 2012. године.
Од 2014. године је посланик у Народној скупштини Републике Србије.
Живи у Сврљигу. Ожењен је и отац је двоје деце.